# Kościeliska
Kościeliska (dodatkowa nazwa w j. niem. Kostellitz, w latach 1936–1946 Hedwigstein) – wieś w Polsce, położona w województwie opolskim, w powiecie oleskim, w gminie Radłów.
W latach 1945–1954 miejscowość była siedzibą gminy Kościeliska. W latach 1954–1972 wieś należała i była siedzibą władz gromady Kościeliska. W latach 1975–1998 miejscowość należała administracyjnie do województwa częstochowskiego.

## Nazwa
Nazwa pochodzi od polskiej nazwy kość lub kozioł. Do grupy śląskich miejscowości, których nazwy wywodziły się od nazwy kozła – „von koza = Ziege und koziel = Ziegenbock” zaliczał ją niemiecki geograf oraz językoznawca Heinrich Adamy. W swoim dziele o nazwach miejscowych na Śląsku wydanym w 1888 roku we Wrocławiu wymienia nazwę miejscowości w obecnej polskiej formie Koscieliska podając jej znaczenie „Bocksdorf” – „Wieś kozła”. Niemcy zgermanizowali nazwę miejscowości na Kostellitz, w wyniku czego utraciła ona swoje pierwotne znaczenie.
W alfabetycznym spisie miejscowości na terenie Śląska wydanym w 1830 roku we Wrocławiu przez Johanna Knie wieś występuje pod polską nazwą Koscieliski oraz niemiecką Kostellitz. Ze względu na polskie pochodzenie dnia 27 kwietnia 1936 r. w miejsce zgermanizowanej nazwy Kostellitz nazistowska administracja III Rzeszy wprowadziła nową, całkowicie niemiecką – Hedwigstein, która w ogóle nie wiązała się z historyczną nazwą. Nazwa niemiecka była nawiązaniem do kamienia leżącego na południowym krańcu wsi, który miejscowa legenda wiąże ze świętą Jadwigą  Śląską. Na  kamieniu doszukano się odcisków stopy świętej Jadwigi, łapy towarzyszącego jej psa i ślad jej laski. Przy kamieniu postawiono kamienny krzyż, całość ogrodzono kutym płotkiem.

## Historia
Do głosowania podczas plebiscytu uprawnionych było w Kościeliskach 601 osób, z czego 463, ok. 77,0%, stanowili mieszkańcy (w tym 459, 76,4% całości, mieszkańcy urodzeni w miejscowości). Oddano 589 głosów (ok. 98,0% uprawnionych), w tym 585 (ok. 99,3%) ważnych; za Polską głosowało 321 osób (ok. 54,5%), a za Niemcami 264 osoby (ok. 44,8%). W obszarze dworskim rozkład głosów prezentował się następująco: uprawnione były 54 osoby, z czego 54, 100%, stanowili mieszkańcy (w tym 52, ok. 96,3% całości, mieszkańcy urodzeni w obszarze dworskim). Oddano 54 głosy (100% uprawnionych), w tym 53 (ok. 98,1%) ważnych; za Niemcami głosowało 50 osób (ok. 92,6%), za Polską 3 osoby (ok. 5,6%).
Wedle spisu z 1910 r. w miejscowości mieszkało 824 Polaków, natomiast w dworze – 98 Polaków. W 1925 r. w miejscowości mieszkało 1081 osób, w 1933 r. – 1035 osób, a w 1939 r. – 1499.